# Мнасип
Мнасип (грч. Μνάσιππος; умро 373. п. н. е.) је био спартански војсковођа, учесник Беотијског рата. 

## Биографија
Мнасип је најпознатији по свом походу на демократску Коркиру (Крф). Након битке код Наксоса, Спарта је затражила интервенцију Персије и Сиракузе. Године 374. п. н. е. одржан је мировни конгрес у Спарти на коме су склопљени споразуми између зараћених страна. Међутим, мир није постигнут. Спарта се умешала у сукоб демократа и олигарха на Коркири пружајући подршку олигарсима. Атињани послаше Ификрата у помоћ. Међутим, Коркирани су се сами успели изборити са Спартанцима и олигарсима. Мнасип је убијен приликом похода. 